# シネマニアプラス
『シネマニアプラス』は、福井テレビで放送されている映画情報番組である。

## 概要
毎回数本の映画情報を伝えている。また、毎回視聴者に映画鑑賞券をプレゼントしている。1年に1回程度の頻度で生放送の1時間スペシャルを実施することがある。

## 出演者

### 現在
- 朝田夢子（福井テレビアナウンサー、2019年4月5日 - ）

### 過去
- 経歴は放送当時。
- 井上愛梨（福井テレビアナウンサー、2009年頃 - 2019年3月29日）
- 久高成矢（福井テレビアナウンサー、2013年10月 - 2014年3月）
- 桑原達秋（福井テレビアナウンサー、不明 - 2013年9月）

## 放送時間
- 本放送 金曜 24:55 - 25:10
- 再放送 土曜 17:15 - 17:30
  - 1時間スペシャルの場合は日曜の午後などに放送される。